# Kastilja-La Mancha
Kastilja-La Mancha (špa. Castilla-La Mancha) je španjolska autonomna zajednica koja se sastoji od pet provincija: Albacete, Ciudad Real, Cuenca, Guadalajara i Toledo. Graniči s Kastilijom i Leónom, Zajednicom Madrida, Aragonijom, Valencijskom Zajednicom, Regijom Murcia, Andaluzijom i Ekstremadurom.